# Дирике, Фридрих Отто фон
Кристоф Фридрих Отто фон Дирике (нем. Friedrich Otto von Diericke; 11 сентября 1743, Потсдам — 17 апреля 1819, Шёнеберг) — прусский военачальник, активный участник Наполеоновских войн. Генерал-лейтенант (1808), генеральный инспектор военно-учебных заведений Пруссии, анненский кавалер (1808).
Командир дивизии прусского корпуса, сражавшегося на стороне России в битве при Прейсиш-Эйлау. Один из генералов, увековеченных на Памятнике трём генералам в Прейсиш-Эйлау (ныне — Багратионовск), наряду с русским главнокомандующим  Беннигсеном и командиром прусского корпуса Лестоком. 

## Биография
Родился в 1743 года в Потсдаме в семье Каспара Кристофа фон Дирике (1706–1757), подполковника прусской гвардии, который позднее скончался от ран, полученных в битве при Лейтене, и его жены Розины, урождённой Бургенрот (1718–1780). 
В 1758 году поступил в кадетский корпус в Берлине, откуда в 1760 году был выпущен капралом в пехотный полк. Принимал участие в Семилетней войне, в 1760 году попал в русский плен, но вскоре был обменян; принимал участие в в битве при Рейхенбахе, обороне Кольберга, битве при Торгау, отличился при осаде Швейдница.
В 1764 году, уже после окончания войны, был произведён в подпоручики. Воспользовавшись тем, что его полк был расквартирован в Кёнигсберге, посещал Кёнигсбергский университет. В 1777 году стал капитаном и командиром роты и в этом качестве принимал  участие в Войне за баварское наследство.
Отличился при подавлении восстания Костюшко в той части Польши, которая после Разделов отошла к Пруссии. В бою при деревне Гросс-Магнищево занял стратегически важный мост, захватил батарею и взял много пленных, в том числе генерала Войчицкого. Полковник и кавалер ордена «Pour le Mérite» (1794). 
В 1800 году был произведён в генерал-майоры. 
Во время Войны четвёртой коалиции фон Дирике командовал дивизией в корпусе генерал-лейтенанта Лестока, единственном, который к концу 1806 года не сдался французам и не был блокирован в одной из крепостей. Отступая на восток, корпус Лестока присоединился к подошедшей союзной русской армии и принял участие в ключевых сражениях, в том числе, в битве при Прейсиш-Эйлау.
За свои отличия в этой кампании, фон Дирике был награждён орденом Красного орла I степени (1807), русским орденом Святой Анны I степени (1808) и был повышен до генерал-лейтенанта (1808). 
В 1810 году фон Дирике был назначен главным инспектором военно-учебных заведений Пруссии. В 1813 году был награждён ордена Черного Орла.
Фон Дирике был женат и имел многочисленное потомство. Его старший сын Отто (1780—1860) стал генерал-лейтенантом прусской армии.
Скончался фон Дирике в 1819 году в окрестностях Берлина, в Шёнеберге (ныне — один из районов города), и был похоронен на местном кладбище (могила сохранилась).